# Яструб-крикун світлий

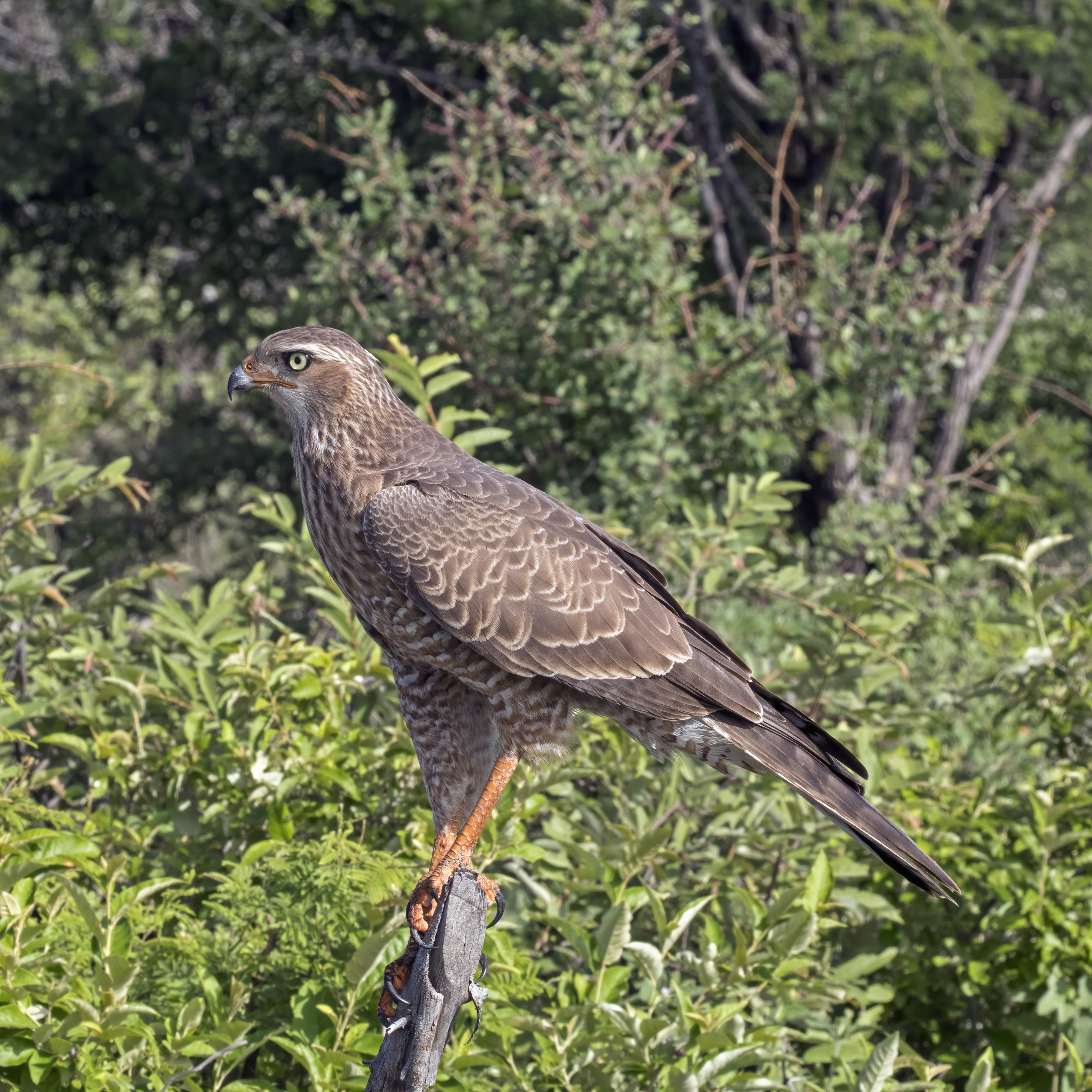
Молодий світлий яструб-крикун, Намібія

Яструб-крикун світлий (Melierax canorus) — хижий птах роду яструбів-крикунів родини яструбових ряду яструбоподібних. Мешкає на півдні Африки.

## Опис
Довжина птаха становить 46-60 см, розмах крил 102-123 см. Виду притаманний статевий диморфізм, самки важать 700-1300 г, самці 493-750 г. Голова, груди і верхня частина тіла світло-сірого кольору, решта тіла темно-сірого або білого кольору. Живіт і стегна білі, окреслені сірою смугою. Крила білі. Хвіст чорнуватий, однак пера на хвості мають білі края, що контрастують з рештою хвоста. Молоді птахи мають коричнувате забарвлення і чорні смуги на хвості. У дорослих птахів очі карі, а у молодих жовті. Дзьоб червоний, з темно-сірим кінчиком.

## Поширення і екологія
Світлий яструб-крикун мешкає на півдні Африки, від південної Анголи, північної Намібії і Ботсвани, південного Зімбабве до півдня ПАР (за винятком провінцій Квазулу-Натал і Мпумаланга). Він населяє сухі савани і напівпустелі, порслих колючим чагарником і поодинокими деревами, на висоті до 2000 м над рівнем моря. Також цей вид птахів мешкає в пустелях. В місцевостях, де відсутні дерева, світлого яструба-крикуна часто спостерігали сидячим на телефонних стовпах вздовж дороги.

## Підвиди
Виділяють два підвиди M. canorus:
- M. m. argentior – поширений на півночі ареалу світлого яструба-крикуна.
- M. m. canorus – ендемік півдня ПАР, мешкає від Західнокапської провінції до південного сходу провінції Фрі-Стейт і центральної частини Східнокапської провінції, в минулому мешкав на півдні провінції Квазулу-Наталь.

## Раціон
Здебільшого здобиччю світлого яструба-крикуна стають ящірки і гризуни, а також змії, комахи, птахи і інші невелиекі ссавці. Також важливою частиною раціону є падло. За спостереженням, раціон світлих яструбів-крикунів з Намібії складався на 24% з птахів, 24% зі змій, 16% з падла, 15% з ящірок, 15% ссавців і 7% з комах.

## Розмноження
Сезон розмноження триває з червня по березень, з піком в липні-січні. В ПАР гніздування починається в липні-серпні і активно йде в жовтні-листопаді. В кладці 1-2 яйця білого кольору. Інкубація триває 37 днів. Пташенята залишаються в гнізді від 44 до 56 днів. Зазвичай виживає лише одне пташеня. Спостерігались випадки поліандрії..

## Збереження
Це численний і поширений вид птахів. МСОП вважає цей вид таким, що не потребує особливих заходів зі збереження.